# Rhus microphylla
Genre
Classification phylogénétique
Espèce
Le sumac à petites feuilles ou sumac du désert, Rhus microphylla, est une espèce de sumacs du genre Rhus et de la famille des Anacardiaceae.

## Description
Les espèces du genre Rhus ont des feuilles alternes composées-imparipennées aux folioles lancéolées dentées.
C'est un buisson ou arbuste d'une taille moyenne de 2 mètres de haut sur 2 à 3 mètres de large.
Son port (botanique) est buissonnant, il possède de petites feuilles caduques brillantes à l'aspect de cuir, de 6 à 9 folioles. Elles deviennent rouges orange à l'automne.
En milieu naturel, les branches retombantes forment un abri pour de petits mammifères et oiseaux. Les oiseaux consomment en fin d'été les baies produites à partir de groupes de petites fleurs blanches qui mûrissent en baies rouges duveteuses. Ces baies mesures en moyenne 5 mm de diamètre.
Très tolérant, R. microphylla peut résister à des températures extrêmes, que ce soit en chaudes ou froides (inférieures à -20 °C). Il est aussi très tolérant à la sècheresse.
C'est une plante dioïque (ayant des individus mâles et femelles séparés).

## Répartition
Le sumac à petites feuilles est natif d'Amérique du Nord.
On le trouve dans le sud ouest des États-Unis (Arizona, Nouveau-Mexique, Texas), dans centre et le nord du Mexique, ainsi que le nord de l'Altiplano mexicain. 
R. microphylla pousse naturellement en région très sèche, voir désertique, entre 600 et 1 800 mètres d'altitude.

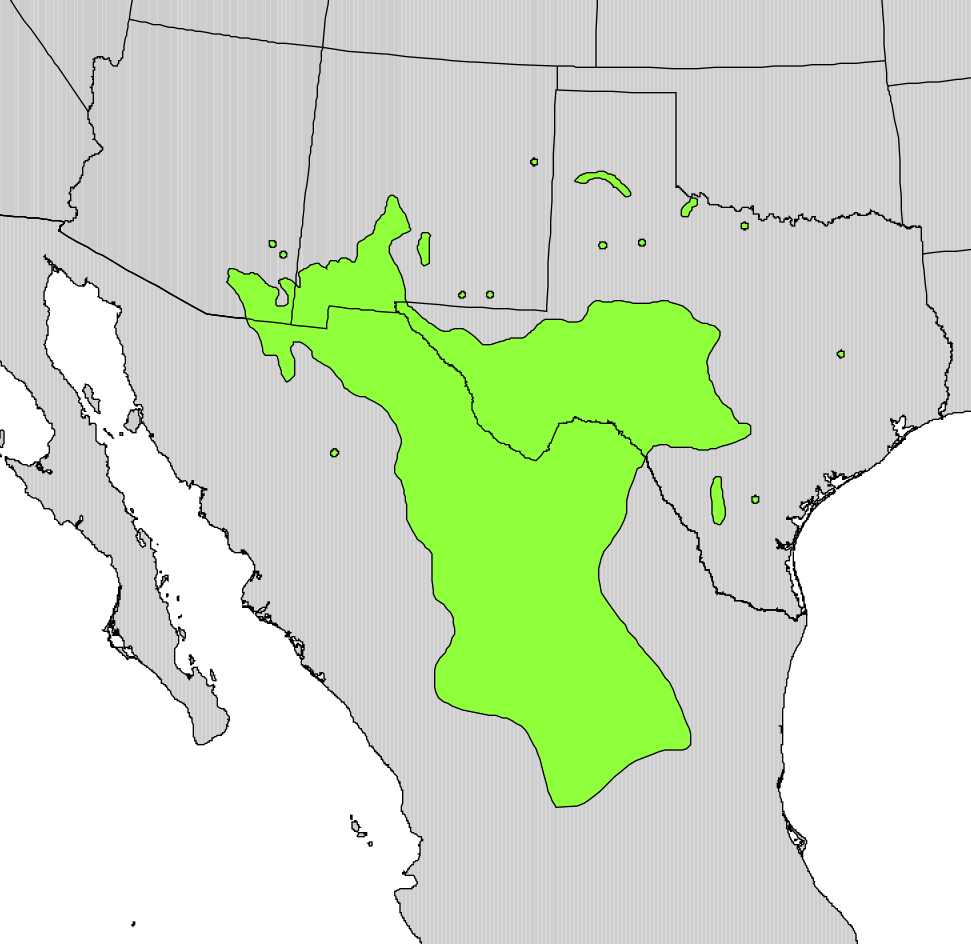
Aire de répartition naturelle.

## Taxonomie
L'espèce fût décrite en 1852 par George Engelmann dans le Smithsonian Contributions to Knowledge, ouvrage de la série Smithsonian Contributions and Studies Series, série d'écrits scientifiques de la Smithsonian Institution

## Consommation
Ses baies sont comestibles, crues ou cuites, bien qu'ayant une goût amer. On peut en faire de la confiture, ou de la limonade.

## Utilisation médicinale
Plante ayant de probables propriétés médicinales comparable à celles des autres sumacs.

## Autres utilisations
On peut extraire des graines une huile à la consistance du suif, qui peut être utilisée pour la confection de bougies, produisant cependant une fumée âcre.
Les feuilles riches en tanins peuvent être récoltées en automne utilisées comme teinture marron ou comme mordant.